# 山东枣庄市第三中学
枣庄市第三中学，简称枣庄三中，高级中学，创建于1956年初，是山东省示范高中。
枣庄三中有东、西两校区，位于新城区的新城校区已经建设完毕。

## 历史
- 1956年10月10日，山东枣庄第三中学创建
- 1959年学校开始设高中班
- 1962年被山东省教育厅确定为省重点中学
- 1979年被定为全省首批十九所重点高中之一
- 1993年被山东省教委评为山东省首批规范化学校
- 1996年枣庄市委、市政府决定，以枣庄市第三中学东校为依托，创建西校区
- 1999年9月三中西校一期工程完成并招收高一新生
- 2000年学校确立了创建国家级千所示范学校的目标。

2023年10月，该校学生在学校运动会开幕式表演安倍晋三遇刺场面，引起舆论批评。

## 校区
东校区位于山东省枣庄市解放路26号。占地315亩（其中西校占地215亩），总建筑面积14万平方米，学校资产1.8亿元。现有98个高中教学班。
1999年，西校区位一期工程完成并开始招收新生。校区位于市中区建华路121号，地处城区，交通便利，环境优雅。是公立寄宿制学校，实行封闭式准军事化管理，安排学生每天24小时的学习和生活。
2010年，枣庄新城区开始建立三中新城校区。

## 校友
- 交通运输部副部长、民航总局局长李家祥

## 相关网址
- 枣庄市第三中学官方网站 （页面存档备份，存于）

1. ↑  . 看中国. 2023-10-08  [2023-10-08]. （原始内容存档于2023-10-27） （中文（简体））.